# Jukihiro Macumoto
Jukihiro Macumoto alias Matz (japonsky: 松本 行弘; Macumoto Jukihiro) (* 1965) je japonský programátor svobodného softwaru a je nejznámější jako tvůrce programovacího jazyka Ruby.
Narodil se v prefektuře Tottori, nyní žije v prefektuře Šimane. Pracuje u Network Applied Communication Laboratory (NaCl).
Z informatiky promoval na univerzitě v Cukubě. Dle rozhovoru s Japan Inc. se Matz až do konce střední školy sebevzdělával, na univerzitě se specializoval na informatiku a připojil se k výzkumnému oddělení, pracujícímu na programovacích jazycích a kompilátorech.
V současnosti vede výzkum v Network Communications Laboratory.
Byl také mormonským misionářem, nyní je ženatý a má čtyři děti.

## Publikované práce
- Ruby in a Nutshell, ISBN 0-596-00214-9
- The Ruby Programming Language, ISBN 0-201-71096-X